# Prospiekt Wiernadskogo (stacja metra linii Sokolniczeskiej)
Prospiekt Wiernadskogo (ros. Проспект Вернадского – Prospekt Wiernadskiego) – stacja metra w Moskwie, na linii Sokolniczeskiej. Stacja została otwarta 30 grudnia 1963.